# Y108 Rocks
Y108 Rocks (CJXY-FM) ist ein privater Hörfunksender aus Burlington, Ontario, Kanada. Der Sender wird von Corus Entertainment betrieben und sendet Mainstream Rock auf der Frequenz 107,9 FM mit einer Leistung von 26.100 Watt. 

## Geschichte
1948 startete der Sendebetrieb des Senders als FM 94,1 simultan zu der zweiten Sendestation CHML. Der Zweifachbetrieb der Sender wurde 1950 unterbrochen und teilweise eingestellt. 1964 unternahmen die Betreiber einen Relaunch des Senders auf der Frequenz 95,3 FM. 1974 wurden die Sender von dem Unternehmen ML Radio übernommen. Dadurch bildete sich das Tochterunternehmen Western International Communications. 1991 wurde das Rock Music Format eingeführt. Im Jahr 2000 wurden die Sender von Corus Entertainment übernommen. 

## Shows
- Ben & Kerry - Mornings
- Get Hammered
- Explore Music
- Legends of Classic Rock
- Ongoing history of new Music